# Crematogaster clydia
Crematogaster clydia är en myrart som beskrevs av Auguste-Henri Forel 1912. Crematogaster clydia ingår i släktet Crematogaster och familjen myror. Inga underarter finns listade i Catalogue of Life.